# Európai Bioinformatikai Intézet
Az Európai Bioinformatikai Intézet (EMBL-EBI) az Európai Molekuláris Biológiai Laboratórium (EMBL) részeként bioinformatikai kutatásokra és szolgáltatásokra összpontosító kormányközi szervezet (IGO). A Cambridge melletti Hinxtonban lévő Wellcome Genome Campusban van a székhelye, és több mint 600 teljes munkaidős dolgozója van. Az intézet vezetői, például Rolf Apweiler, Alex Bateman, Ewan Birney és Guy Cochrane, a Nemzeti Genomikai Adatközpont Tudományos Tanácsadó Testületének részeként a Pekingi Genomikai Intézet BIG Adatközpontjának nemzetközi kutatóhálózatában dolgoznak.
Ezenkívül az EMBL-EBI tréningeket is szervez a biológiai adatokkal való munka alapjainak és a kutatáshoz használható bioinformatikai EMBL-EBI- és nem EMBL-EBI-alapú eszközök alkalmazásának megtanításához is.

## Bioinformatikai szolgáltatások
Az EMBL-EBI fontos szerepe több adatbázisban is a biológiai adatok indexelése és kezelése, beleértve a teljes genomok adatait tartalmazó Ensemblt, a fehérjeszekvenciákat és -jelöléseket tartalmazó UniProtot és a fehérje- és nukleinsavharmadlagosszerkezet-adatbázis Protein Data Banket. Számos internetes szolgáltatást és eszközt biztosít, például a Basic Local Alignment Search Toolt (BLAST) vagy a Clustal Omega szekvenciarendező eszközt, további elemzést lehetővé téve.

### BLAST
A BLAST biomakromolekulák elsődleges szerkezetét, gyakran DNS/RNS- és fehérjeszekvenciákat hasonlítja össze, melyek a bioinformatikai adatbázisokban találhatók a lekérdezett szekvenciával. Az algoritmus az elérhető szekvenciákat értékeli értékelő mátrixszal, például BLOSUM 62-vel. A legmagasabb értékelést kapó szekvenciák a lekérdezett legközelebbi rokonai funkciós és evolúciós hasonlóság terén.
A BLAST általi adatbázis-keresés megfelelő formátumú (például FASTA, GenBank, PIR vagy EMBL) adatot igényel. Kijelölhetők a keresni kívánt adatbázisok, a használni kívánt értékelő mátrixok és más paraméterek a futtatás előtt. A legjobb találatokat a számított E-érték (a hasonlóan vagy jobban értékelt találatok valószínűsége) szerint rendezi.

### Clustal Omega
A Clustal Omega többszekvenciás elrendezéses (MSA) eszköz, mely lehetővé teszi legalább 3, legfeljebb 4000 bevitt DNS- és fehérjeszakasz optimális elrendezését. Ez kétprofilú rejtett Markov-modelleket (HMM) használ a szekvenciák elrendezésének számításához. A kimenet faszerkezetben (a legjobban összeillő szekvenciák filogenetikai kapcsolataival) vagy a lekérdezések szekvenciahasonlósága szerint is rendezhető. Fő előnye más MSA-eszközökkel (például a Muscle-lel vagy a ProbConszal) szemben a nagy pontosság melletti hatékonysága.

### Ensembl
Az EMBL-EBI által üzemeltetett Ensembl az Ensembl Projekt által fenntartott genomadatbázis. A modellszervezetek genomjainak folytonos jelölésével az Ensembl az egyes genomokról jelentős forrást biztosít. A tárolt referenciagenomok jelölése automatikus és szekvenciaalapú. Az Ensembl nyilvánosan, böngészőből elérhető genomadatbázis. A tárolt adat grafikusan megtekinthető és vizsgálható, segítve az adatmegjelenítést több felbontásban – kariotípus, egyes gének vagy nukleotidszekvencia szintjén.
Eredetileg gerincesekre összpontosított, 2009-től azonban az Ensembl Genomesban növények, gombák, gerinctelenek, baktériumok és más fajok genomjait is tartalmazza. 2020-ban az egyes Ensembl-adatbázisok több mint 50 000 referenciagenomot tartalmaztak.

### PDB
A PDB biológiai makromolekulák, például fehérjék és nukleinsavak háromdimenziós szerkezeteinek adatbázisa. Ezt elsősorban röntgenkrisztallográfia vagy NMR-spektroszkópia útján kapják, és szerkezeti biológusok küldik a PDB tagszervezetein (PDBe, RCSB, PDBj, BMRB) át. Az adatbázis a tagok, így az EMBL-EBI által fenntartott PDBe weblapján hozzéférhető. A wwPDB konzorcium tagjaként a PDBe segíti a makromolekulák szerkezeti adatainak megőrzését és fenntartását.

### UniProt
A UniProt a UniProt Tudásbázisban (UniProt-KB), a UniProt Referenciacsoportokban (UniRef) és a UniProt Archívumban (UniParc) hozzáférhető internetes fehérjeszekvencia- és -jelölés-adatbázis. Eredetileg az EMBL-EBI, a Svájci Bioinformatikai Intézet (SIB) (együtt működtették a Swiss-Protot és a TrEMBL-t) és a Protein Sequence Database-t működtető Protein Information Resource önálló projektjei voltak, a fehérjeadatok keletkezésének gyorsulása együttműködésükhöz vezetett a UniProtban 2002-ben.
A UniProtban tárolt fehérjerekordok önálló UniProt-azonosítóval rendelkeznek. Az ezekhez gyűjtött adatok logikai szakaszokban (például fehérjefunkció, szerkezet, expresszió, szekvencia, releváns publikációk) vannak, lehetővé téve a koordinált áttekintést a vizsgált fehérjéről. A külső adatbázisok hivatkozásai és az eredeti adatforrások is megtalálhatók. A fehérjenév/azonosító szerinti keresés mellett a UniProt a BLAST-tal való kereséshez, a szekvenciaelrendezéshez és bizonyos szakaszokat tartalmazó fehérjék kereséséhez is tartalmaz eszközöket.

## További bioinformatikai szervezetek
- Biotechnológiai Információk Nemzeti Központja (NCBI), United States National Library of Medicine
- Nemzeti Genetikai Intézet (DNA Data Bank of Japan)
- Svájci Bioinformatikai Intézet (SIB: Expasy)
- Ausztrál Bioinformatikai Forrás
- BIG Adatközpont (Nemzeti Genomikai Adatközpont), Pekingi Genomikai Intézet, Kínai Tudományos Akadémia

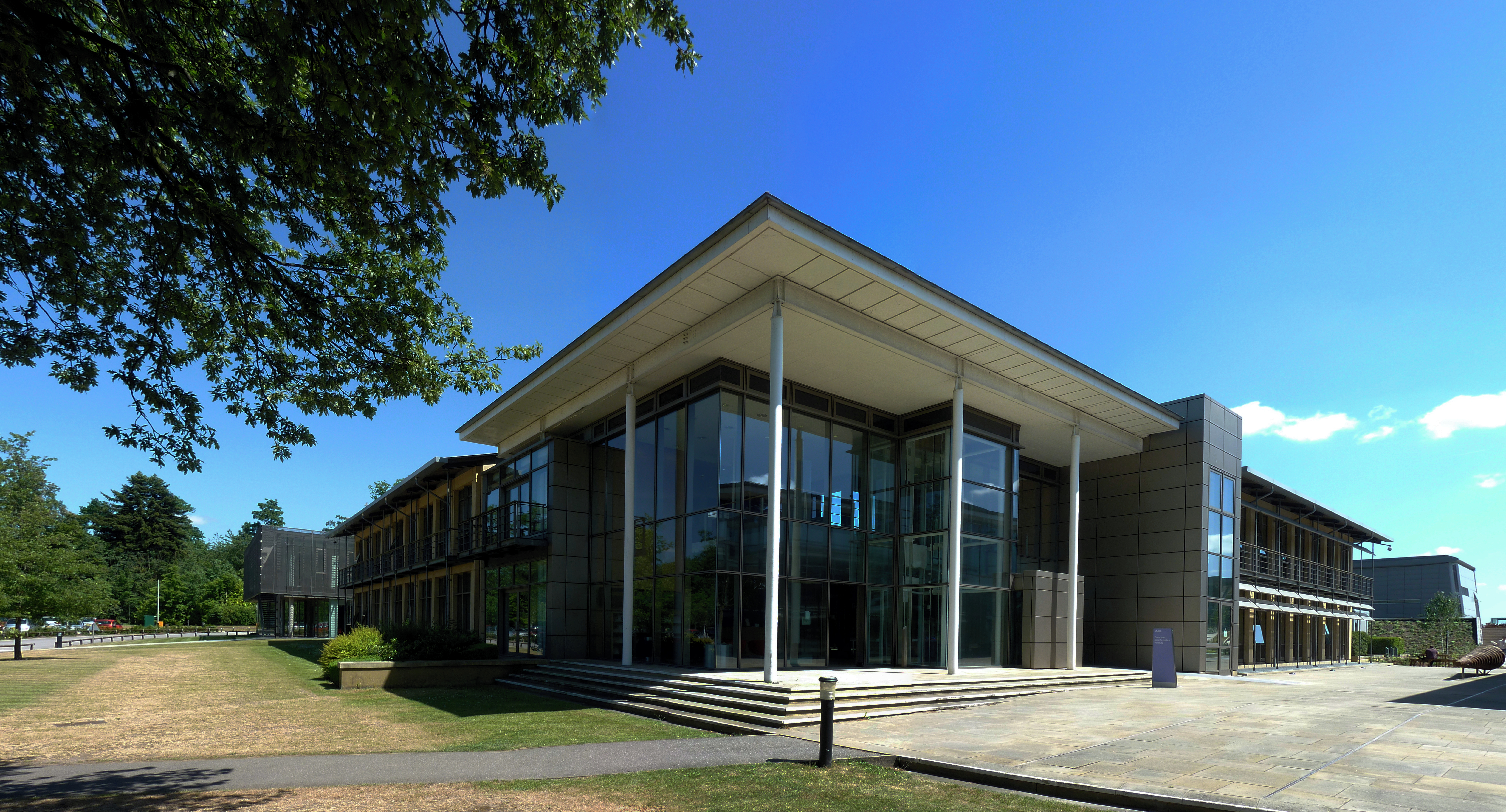
Az Európai Bioinformatikai Intézet, Hinxton, Cambridge, UK

## Fordítás
Ez a szócikk részben vagy egészben  az   European Bioinformatics Institute című angol Wikipédia-szócikk ezen változatának fordításán alapul.  Az eredeti cikk szerkesztőit annak laptörténete sorolja fel. Ez a jelzés csupán a megfogalmazás eredetét és a szerzői jogokat jelzi, nem szolgál a cikkben szereplő információk forrásmegjelöléseként.